# Dead Poetic
Dead Poetic est un groupe de post-hardcore américain, originaire de Dayton, dans l'Ohio. Le groupe faisait partie du label Tooth & Nail Records jusqu'en 2007, à l'annonce de leur pause.

## Biographie

### Débuts (1997–2003)
Dead Poetic est d'abord formé par Zach Miles, Brandon Rike, et Chad Shellabarger (13 ans) et Josh Shellabarger (15 ans). Le groupe est formé dans une église locale et est autodidacte. Leur premier concert s'effectue à un concours de talents au collège. Le groupe s'appelait MindSet, avant de changer de nom pour Ded Poetic, puis pour Dead Poetic.
Le groupe gagne en popularité auprès de la scène musicale underground après la sortie d'un premier album, Four Wall Blackmail, publié en 2002, dans le sous-label de Tooth & Nail, Solid State Records, et du single August Winterman. Leur deuxième album, New Medicines (2004), permet au groupe de se faire connaître encore plus. Produit par Aaron Sprinkle (Emery, Acceptance), les ventes de l'album sont améliorées grâce à la chanson-titre, diffusée sur MTV2 et Fuse TV.

### DeNew Medicinesau split
Après la sortie de New Medicines, Dead Poetic tourne en première partie de Demon Hunter à la fin de 2004 et implose peu après. Des divergences personnelles mènent le bassiste Chad Shellabarger, le batteur Josh Shellabarger, et le guitariste Todd Osborn à se séparer. Les membres restants Brandon Rike (chant) et Zach Miles (guitare) recommencent à jouer avec Jesse Sprinkle (ex-Poor Old Lu et Demon Hunter) ; Dusty Redmon (guitare) et John Brehm (basse) rejoignent le nouveau Dead Poetic. Pour leur troisième album, Vices, le groupe s'associe de nouveau avec Aaron Sprinkle à la production, mais sans morceaux de screaming. Bien que prévu pour le 18 juillet, Vices est repoussé au 31 octobre, et Narcotic est choisi comme premier single. Dead Poetic est annoncé au Red Jumpsuit Apparatus à la fin de 2007, mais avancé pour octobre-novembre 2006.
Le 25 novembre 2006, le départ de Brandon Rike est annoncé, et les autres membres décident de ne pas continuer. Cependant, au début de 2007, le groupe affirme ne pas s'être séparé. Le 16 novembre 2012, Brandon Rike, chanteur de Dead Poetic, et Lucas Starr de Oh, Sleeper, forment le groupe At Night We Strike.

## Membres

### Derniers membres
- Brandon Rike - chant (1997–2007)
- Zach Miles - guitare (1997–2007)
- Jesse Sprinkle - batterie (2004–2007)

### Anciens membres
- Dusty Redmon - guitare (2005–2006)
- John Brehm - basse (2005–2006)
- Chad Shellabarger - basse (1997-2004)
- Josh Shellabarger - batterie (1997-2004)
- Todd Osborn - guitare (2001-2004)

## Discographie

### Albums studio
- 2002 : Four Wall Blackmail
- 2004 : New Medicines
- 2006 : Vices
- 2007 : The Finest

### EP
- 1999 : Invasion
- 2001 : Song